# 토머스 쿡 항공 스칸디나비아
토머스 쿡 항공 스칸디나비아(영어: Thomas Cook Airlines Scandinavia)은 덴마크의 전세 항공사로 오슬로 가르데르모엔 공항, 스톡홀름 알란다 공항, 예테보리 란테보리 공항, 말뫼 공항, 빌룬 공항, 헬싱키 공항이 허브 공항으로 2004년에 설립되었다.

## 보유 기종
- 2012년 8월 기준으로 토마스쿡 항공 스칸디나비아는 다음과 같은 기종을 보유하고 있으며 평균 기령은 8.8년이다.[1]

## 사진

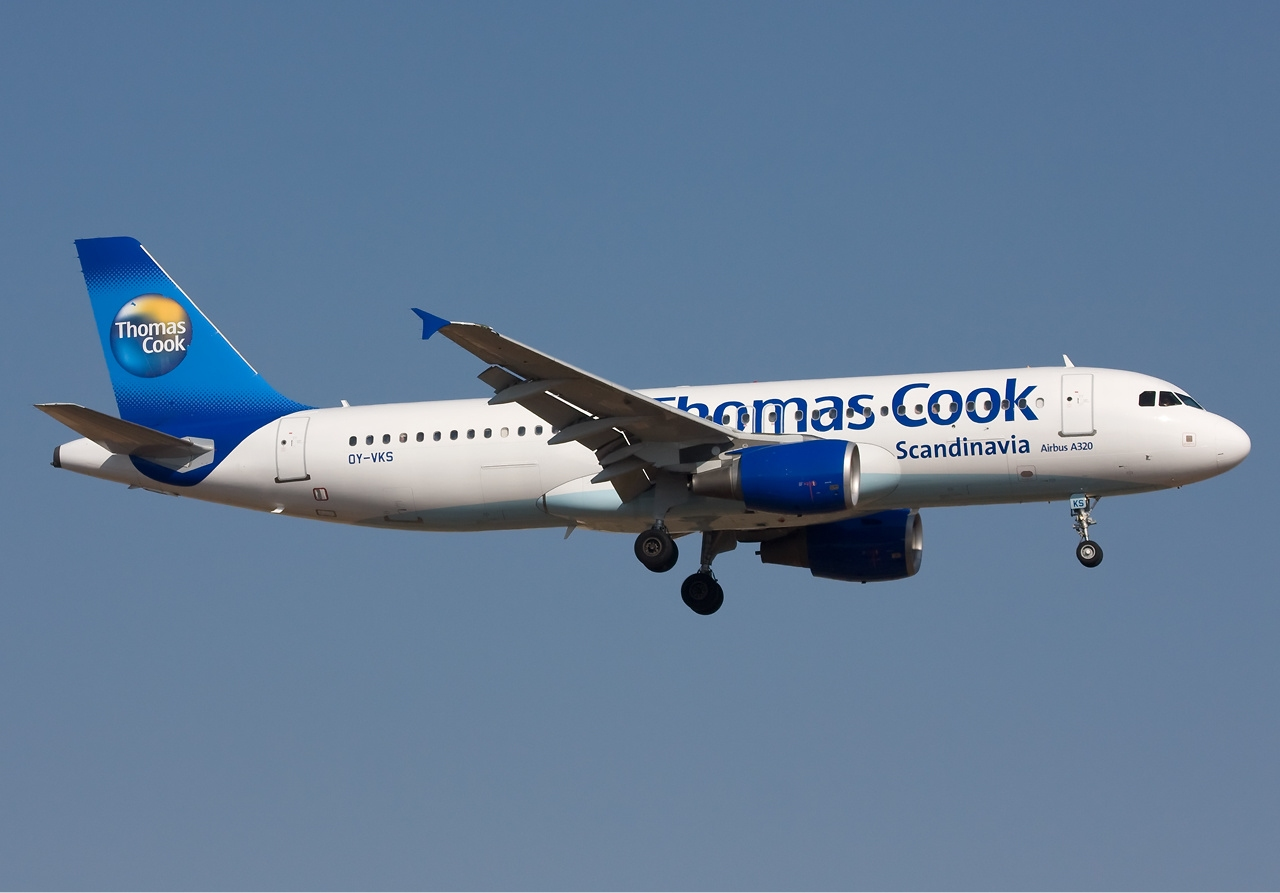
토마스쿡 항공 스칸디나비아의 에어버스 A320-200
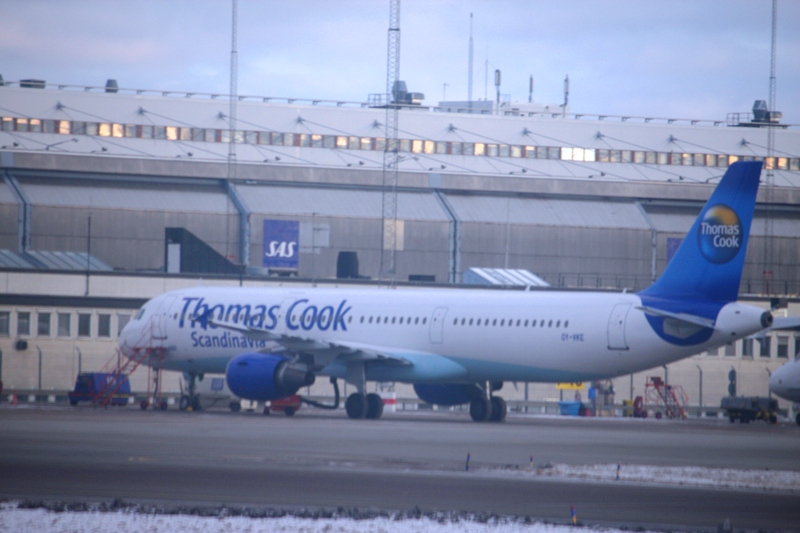
토마스쿡 항공 스칸디나비아의 에어버스 A321-200
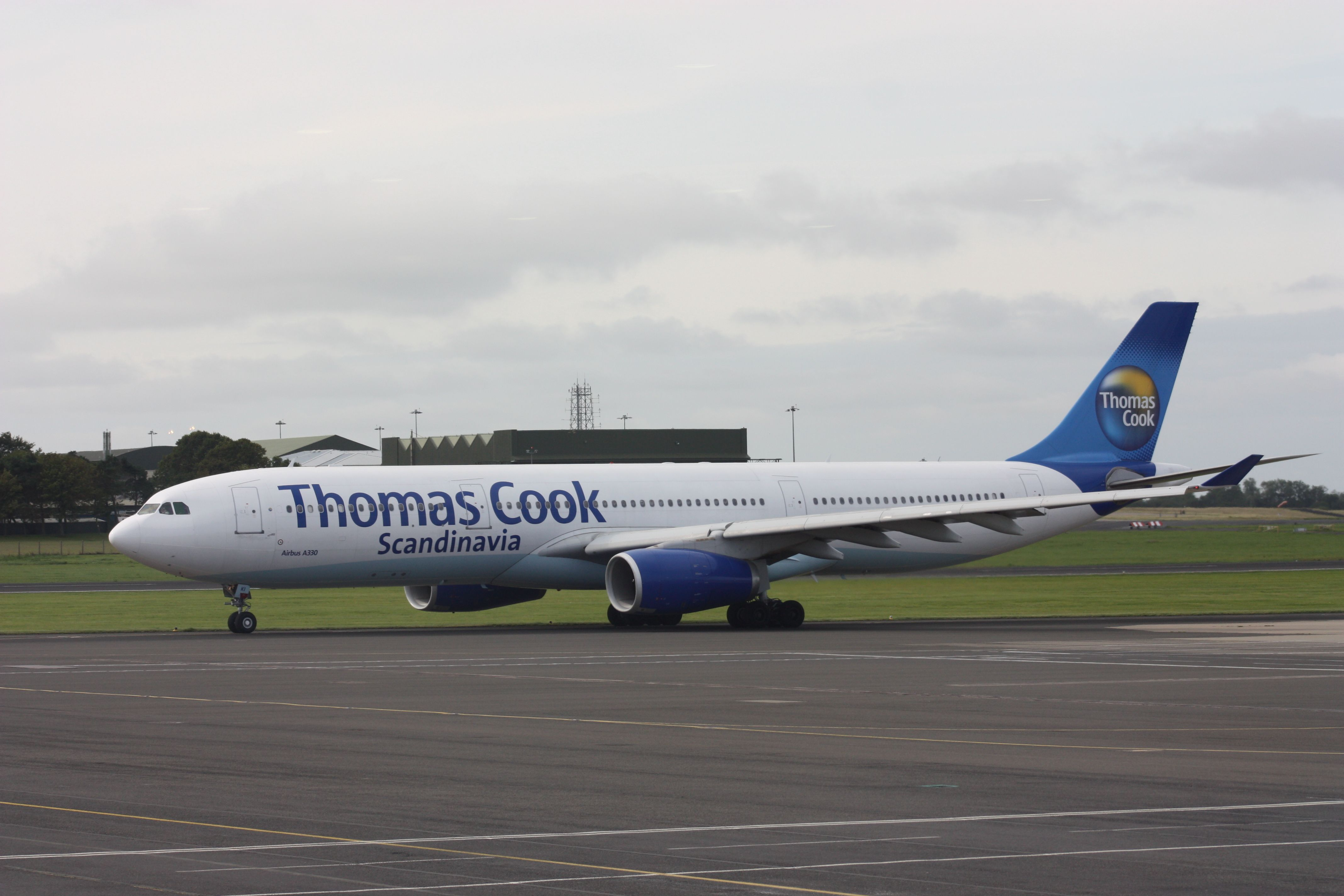
토마스쿡 항공 스칸디나비아의 에어버스 A330-300